# パチパチスタジアム
パチパチスタジアムは、1995年8月にSANKYOが発売した、スポーツをモチーフにしている様々な図柄が特徴のパチンコ機のシリーズ名。
パチパチスタジアムの1機種がある。

## 概要
ドラム型の一般電役タイプ。史上初の時短機能付き一般電役機として登場した。本機はデジパチではなく、電チューの連動によって出玉を得る一般電役タイプである。ドラムの図柄が揃うと盤面右側の電チューへの入賞が可能になり、3つある電チューの連動により出玉を獲得していくゲーム性である。図柄が揃った後に停止するデジタルに「F」が表示されると時短に突入する。デジタルの出目は4種類あり、時短突入後はデジタルに「-」が表示されるまで時短モードが継続する。このデジタルは、ドラム上に配置されている。
大当たり抽選の仕組みは、0〜239の範囲を持つカウンターを用いた一発判定方式を採用している。

## スペック
- パチパチスタジアム
  - 賞球数 6&13
  - 大当たり確率 1/240
  - 時短突入率　1/4
  - 時短継続率　3/4
  - 時短突入条件　専用デジタル「F」の大当たり

## 図柄
- 7
- BASE BALL
- SPORTS WORLD
- FOOT BALL
- BASKET BALL
- ICE HOCKEY

## 演出
リーチアクションは2種類あり、必ず右デジタルのスベリが発生するノーマルリーチの他は、大当たり図柄周辺がコマ送りになる「カウントダウンリーチ」がある。カウントダウンリーチに発展してハズレの場合、スローになる4周目でしか外れない。当たりの場合はどの周回でも図柄が停止する可能性がある。
時短中は、ミニデジタルの回転時間が通常時の29.5秒から5.5秒へと短縮され、同時に電チューの開放時間も0.5秒から3.5秒へと延長される。電チューは開放時間内に玉が3個入賞すると閉じる仕様である。小当たり確率は通常時と時短中ともに1/2である。

## コンシューマ移植
- 本家 SANKYO FEVER 実機シミュレーションシリーズ(スーパーファミコン用)
  - 『本家 SANKYO FEVER 実機シミュレーション2 』(スーパーファミコン用、BOSSコミュニケーションズ、1995年12月15日発売、SHVC-A33J-JPN、JAN-4511974100017)にパチパチスタジアムが収録。

## サウンドトラック
- 『ザ・パチンコ・ミュージック・フロム・SANKYO SPECIAL ～愛のパチパチロック～』 キングレコード、1996年2月21日。KICA-1173。
  - BGMが収録されている。
- 『パチンコ着メロ from SANKYO』 キングレコード、2000年6月7日。KICA-1234。
  - BGMが収録されている。